# Таджикский алюминиевый завод
Таджикский алюминиевый завод (ТадАЗ) — завод по производству алюминия, градообразующее предприятие в городе Турсунзаде. В 2007 г. Таджикский алюминиевый завод был официально переименован в Государственное унитарное предприятие «Таджикская алюминиевая компания» (TALCO). Главной продукцией является первичный алюминий. Ежегодно около 98 % первичного алюминия экспортируется. Завод является основным экспортным производителем в Таджикистане. Проектная мощность — 517 тыс. тонн в год, в 2021 было произведено 63,5 тыс. тонн, в 2022 году - 62 тыс. тонн (экспортная выручка составила при этом 140 млн долл.), в 2023 году - 66,6 тыс. тонн, а 2024 году - 82,2 тыс. тонн.
В 2000-е годы компания обеспечивала до 75 % всех валютных поступлений в бюджет Таджикистана и около 1/3 экспорта страны.

## История
В середине 1960-х годов по проекту ленинградского института были начаты строительные работы на вспомогательных объектах завода. Завод начал работать в 1975 году. В 1976 году Министерство цветной металлургии СССР закупило оборудование у французской компании «Pechiney», чьи специалисты прибыли в Регар и на Таджикском алюминиевом заводе построили цех производства обожжённых анодов. В 1993 году французские специалисты уехали, оставив рабочий городок, прозванный работниками завода Францией. Завод продолжал непрерывно работать, несмотря на кризис после распада СССР, усугубленный гражданской войной в Таджикистане, однако к середине 1990-х годов объёмы производства упали с проектных 517000 тонн в год до менее 200000 тонн.
До 1992 года сырьё (глинозём) поставлялось на завод по железной дороге из Казахстана и других республик СССР. В 1996 году группа компаний, подконтрольная таджикскому бизнесмену Авазу Назарову, начала осуществлять масштабные поставки глинозема на завод, а также стала финансировать перевозку продукции завода до российских или эстонских портов. Объёмы производства начали стабильно расти. В 2000 году завод начал приносить прибыль, а Назаров договорился с компанией «Hydro», алюминиевым подразделением норвежского концерна «Norsk Hydro», о том, что она станет крупнейшим покупателем производимого металла.
С начала 1990-х годов были введены в эксплуатацию цех по производству алюминиевых профилей мощностью 10 тыс. тонн в год, цех по сборке металлоконструкций, где наложено производство от несложных алюминиевых оконных и дверных блоков до сложных жестких металлических конструкций по нестандартным проектам. В 1992 году был начат выпуск тефлонированной посуды мощностью до 4 млн изделий в год. Также были введены в строй производства по изготовлению алюминиевых дисков автомобильных колес, по выпуску моющих средств, участок художественной росписи посуды. В 1999 годы в кооперации с Белоруссией на территории завода были созданы участки по сборке мотоциклов и велосипедов. Всего номенклатура потребительских товаров, выпускаемых на заводе, насчитывает свыше 70 наименований.
На заводе было занято свыше двенадцати тысяч человек. Рабочие кадры для завода подготавливает СГПТУ-59. Для обеспечения завода квалифицированными кадрами действует металлургический техникум с дневными и заочными видами обучения. Для повышения квалификации рабочих и инженерно-технического состава на заводе действуют курсы по подготовке специалистов при учебном комбинате. Для работников завода действует санаторий-профилакторий, где ежегодно поправляют своё здоровье свыше двух тысяч работников и членов их семей. Для медицинского обслуживания работников и членов их семей действует заводская поликлиника.
Но в 2004 году из-за угрозы уголовного преследования Назаров и лояльные ему менеджеры во главе с директором завода Абдукадыром Эрматовым бежали в Великобританию, а президент Таджикистана Эмомали Рахмон договорился с Русалом о том, что эта компания будет осуществлять экспортные операции для завода.
В мае 2005 года завод подал иск в Высокий суд Лондона. В нём утверждалось, что принадлежащая Назарову группа компаний подкупила руководство завода и продавала ему глинозем по завышенным ценам, из-за чего завод недосчитался примерно 220 миллионов долларов прибыли. Назаров и его компании выдвинули встречный иск, обвиняя завод, окружение Рахмона и компанию Русал в коррупции, рэкете и мошенничестве. В ноябре 2005 года лондонский Международный арбитражный суд постановил, что завод нарушил контракты на поставку алюминия компании «Hydro», и должен выплатить «Hydro» 145 миллионов долларов, а также судебные расходы и издержки. В апреле 2006 года судья Высокого суда Лондона подтвердил вынесенные ранее решения арбитражного суда, в которых завод обвинялся в сговоре с РУСАЛом с противоправной целью изгнать с завода компании Назарова, а также в сокрытии прибыли «в пользу неустановленных лиц». В декабре 2006 г. завод и «Hydro» публично объявили о том, что они урегулировали спорные вопросы. В январе 2007 г. победителем тендера на заключение договоров толлинга с заводом стала компания «Talco Management Ltd.», зарегистрированная на Британских Виргинских островах. Отношения с Русалом были разорваны и против него были поданы судебные иски. В дальнейшем было заключено мировое соглашение, согласно которому Talco должно было выплатить долг перед Русалом в течение ряда лет. Однако в июне 2025 года появились сообщения, что Talco перестала выплачивать долг.
В 2000-е годы была разработана программа перехода завода на местное сырье, ввод в действие которой рассчитан на 5 лет, после чего предприятие примерно на 60 % будет обеспечено местным глиноземом, фтористым алюминием, криолитом, графитовой продукцией, оборудованием и запчастями. Она осуществляется совместно с канадской инженерно-строительной компанией «Hetch» с привлечением таджикских специалистов и предусматривает создание Таджикской химико-металлургической корпорации (ТХМК), в которую войдут предприятия по выпуску каустической соды, криолита, глинозема, фтористого алюминия, переработке антрацита и цементный завод. В рамках данного проекта совместно с «Китайской национальной корпорацией тяжелого машиностроения» (China National Heavy Machinery Corporation) ведется строительство двух заводов по производству фтористого алюминия и криолита в Яване. По предварительной оценке общая стоимость проекта составит 1 млрд. 400 млн долларов, должно быть создано дополнительно более 10 тыс. рабочих мест. Также предусматривается строительство завода по производству серной кислоты, реализацию и финансирование которого в размере 50 млн долларов взяла на себя китайская компания China Tianchen Engineering Corporation (TCC). Предусмотрен переход права собственности на этот завод к ГУП «Талко» после 8 лет его деятельности.
В телеграмме от 16 февраля 2010 года из посольства США в Таджикистане, которая стала известна благодаря утечке дипломатических телеграмм США от Wikileaks утверждается, что большинство доходов государственной компании ТАЛКО оседает в офшорной компании, контролируемой президентом, при этом лишь малая часть доходов попадает в государственную казну.
В июне 2013 г. в штаб-квартире ООН в Нью-Йорке распространено письмо Постоянного представителя Узбекистана при ООН Дильёра Хакимова на имя Генерального секретаря ООН Пан Ги Муна, в котором обращается внимание на ухудшение экологической ситуации в северных районах Сурхандарьинской области Узбекистана в результате загрязнения, вызываемого вредными промышленными выбросами таджикской алюминиевой компании «Талко». Как сообщается в документе, это создает угрозу для экологической безопасности, источников существования и устойчивого развития в Узбекистане, Таджикистане и других странах Центральной Азии. По мнению наблюдателей, «масштабы отрицательного воздействия промышленной деятельности „Талко“ на окружающую среду, здоровье и генофонд местного населения и невосполнимого ущерба, нанесенного экосистемам области, достигли беспрецедентного уровня».

## Современное состояние

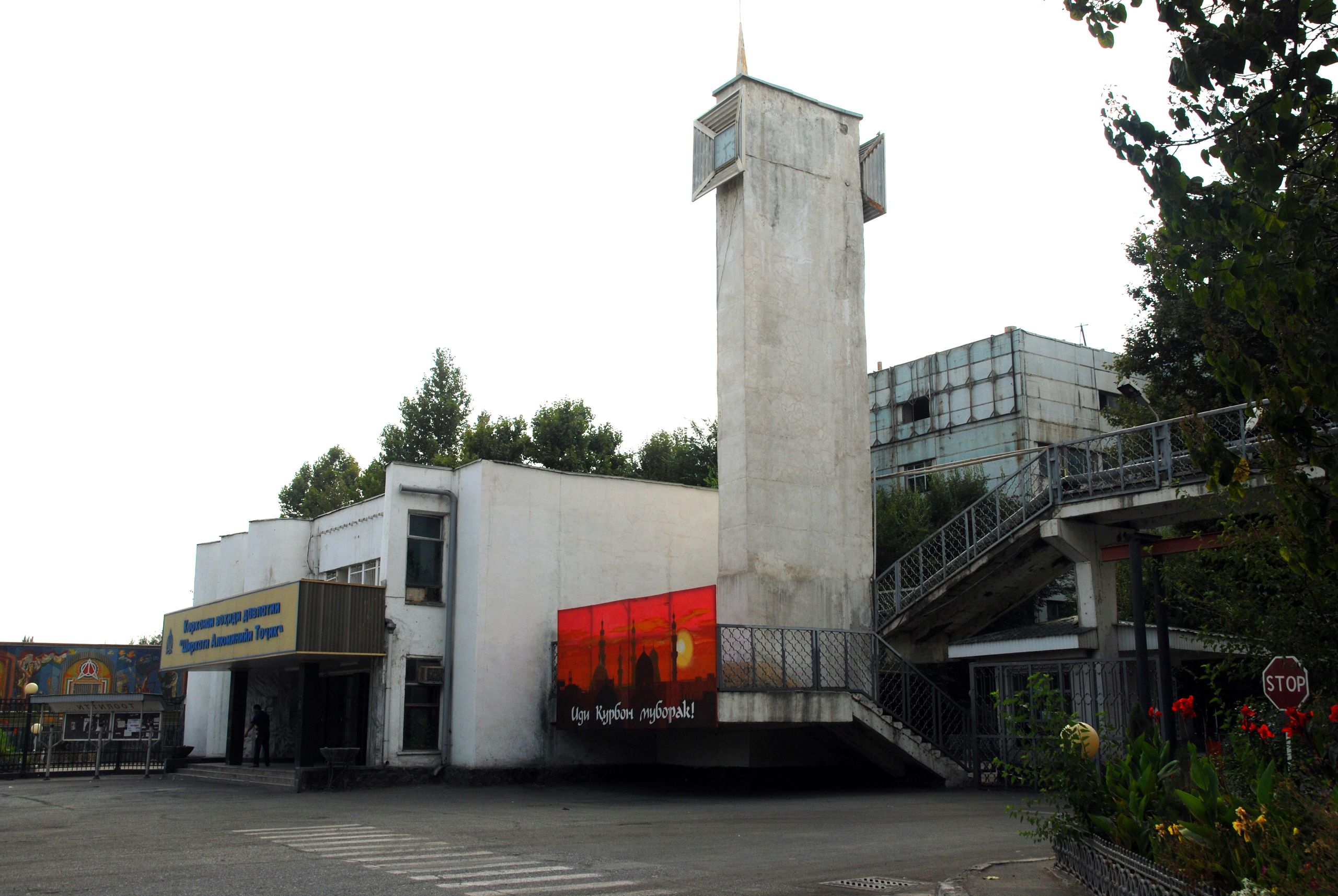
Проходная завода

С 2007 года, когда было выпущено 421,5 тыс. тонн металла, производство упало более чем в четыре раза. В 2019 году ТАЛКО произвела 100,8 тысячи тонн металла — на 5,8 тысячи тонн (6,1%) больше, чем годом ранее. Однако в 2020 году этот показатель снова снизился — до 87 тыс. тонн., в 2021 году — до 63,5 тыс. тонн. Одной из причин снижения производства является сокращение количества электролизеров.
В июле 2023 года был подписан протокол заседания Совместной межправительственной комиссии по торгово-экономическому сотрудничеству между Азербайджаном и Таджикистаном, согласно которому Азербайджан будет инвестировать в модернизацию завода.